# Chelsea Hobbs
Chelsea Raelle Hobbs (* 18. Februar 1985 in Vancouver, British Columbia) ist eine kanadische Schauspielerin.

## Leben
Chelsea Hobbs wurde als eines von drei Geschwistern geboren. Sie hat noch zwei jüngere Geschwister, Taylor und Leonardo.
Hobbs lebt in Los Angeles, Kalifornien. Ihr Ehemann ist der Fotograf Teren Oddo, mit dem sie eine Tochter und einen Sohn hat.

## Karriere
Ihren ersten Auftritt hatte Chelsea Hobbs 1994 in der Serie No Adults Aloud. Weitere Rollen folgten in den kommenden Jahren, darunter auch mehrere Gastauftritte in Serien. In Deutschland erlangte sie durch ihre Hauptrolle als Gerda in dem Fernsehfilm Die Schneekönigin mit Bridget Fonda Bekanntheit. 2003 wurde sie für einen Leo Award als beste weibliche Hauptdarstellerin für diese Rolle nominiert.
Im Jahr 2006 spielte sie in einigen Folgen der Serie The L Word – Wenn Frauen Frauen lieben mit, wo sie die Rolle der Brooke übernahm. 2007 und 2008 folgten die weiblichen Hauptrollen in den Filmen The Party Never Stops: Diary of a Binge Drinker und Confessions of a Go-Go Girl. Des Weiteren hatte sie 2008 einen Gastauftritt in einer Folge der Serie Cold Case – Kein Opfer ist je vergessen.
Von 2009 bis 2011 war sie in der Fernsehserie Make It or Break It in der Rolle der Emily Kmetko zu sehen.

## Filmografie
- 1994: No Adults Allowed (Fernsehserie)
- 1996: Tödliches Erwachen (Sweet Dreams, Fernsehfilm)
- 1997: Erfolg um jeden Preis (Perfect Body, Fernsehfilm)
- 1999: Miracle on the 17th Green (Fernsehfilm)
- 2000: Christina’s House
- 2001: Mysterious Ways (Fernsehserie, eine Folge)
- 2001: Seven Days – Das Tor zur Zeit (Seven Days, Fernsehserie, eine Folge)
- 2001: American High – Hier steigt die Party! (The Sausage Factory, Fernsehserie, eine Folge)
- 2001–2002: Das Geheimnis von Pasadena (Pasadena, Fernsehserie, sechs Folgen)
- 2002: Save the Last Dance (Fernsehfilm)
- 2002: Die Schneekönigin (Snow Queen, Fernsehfilm)
- 2005: More Sex & the Single Mom (Fernsehfilm)
- 2005: The Unknown
- 2005: Dogtown Boys (Lords of Dogtown)
- 2005: Beach Girls (Miniserie, sechs Folgen)
- 2006: The L Word – Wenn Frauen Frauen lieben (The L Word, Fernsehserie, drei Folgen)
- 2007: The Party Never Stops: Diary of a Binge Drinker (Fernsehfilm)
- 2008: Confessions of a Go-Go Girl (Fernsehfilm)
- 2008: Cold Case – Kein Opfer ist je vergessen (Cold Case, Fernsehserie, eine Folge)
- 2009–2011: Make It or Break It (Fernsehserie, 39 Folgen)
- 2010: CSI: Miami (Fernsehserie, eine Folge)
- 2011: CSI: Den Tätern auf der Spur (CSI: Crime Scene Investigation, Fernsehserie, eine Folge)
- 2012: Holding a Candle (Kurzfilm)
- 2012–2013: Transporter: Die Serie (Transfporter: The Series, Fernsehserie, zwei Folgen)
- 2013: The Trainer (Fernsehfilm)
- 2013: Motive (Fernsehserie, eine Folge)
- 2014: June in January (Fernsehfilm)
- 2014: Motive (Fernsehserie, eine Folge)
- 2014: Eine samtige Bescherung (The Nine Lives of Christmas, Fernsehfilm)
- 2014: Supernatural: Zur Hölle mit dem Bösen (Supernatural, Fernsehserie, eine Folge)
- 2016: Lucifer (Fernsehserie, eine Folge)
- 2017: The Psycho She Met Online (Fernsehfilm)
- 2017: Rogue (Fernsehserie, eine Folge)
- 2017: Girlfriends’ Guide to Divorce (Fernsehserie, eine Folge)
- 2018: UnREAL (Fernsehserie, acht Folgen)
- 2018: Killer Ending (Fernsehfilm)
- 2018: Take Two (Fernsehserie, eine Folge)
- 2018: Left for Dead (Fernsehfilm)
- 2018: Mr. 365 (Fernsehfilm)
- 2019: Ruby Herring Mysteries: Her Last Breath (Fernsehfilm)
- 2020: The Good Doctor (Fernsehserie, eine Folge)
- 2020: A Beautiful Place to Die: A Martha’s Vineyard Mystery (Fernsehfilm)
- 2020: Riddled with Deceit: A Martha’s Vineyard Mystery (Fernsehfilm)
- 2020: The Killer in the Guest House (Fernsehfilm)
- 2020: Her Coming (Kurzfilm)
- 2021: Ships in the Night: A Martha’s Vineyard Mystery (Fernsehfilm)
- 2021: Poisoned in Paradise: A Martha’s Vineyard Mystery (Fernsehfilm)
- 2021: Snatched from Mommy
- 2021: The Picture of Christmas (Fernsehfilm)
- 2022: The Holiday Sitter (Fernsehfilm)
- 2023: Dream Moms (Fernsehfilm)
- 2023: Navigating Christmas (Fernsehfilm)
- 2024: Deck the Halls on Cherry Lane (Fernsehfilm)